# 김지유 (쇼트트랙 선수)
김지유(영어: Kim Ji-yoo, 1999년 7월 14일~)는 대한민국의 쇼트트랙 스피드 스케이팅 선수이다. 김지유는 2015년 2월 세계 주니어 쇼트트랙 선수권 대회에서 금메달 3개를 따며 개인 종합 순위 2위로 국제무대에 화려하게 데뷔하였다. 이후 2016-2017 시즌 쇼트트랙 국가대표로 선발되어 ISU 쇼트트랙 월드컵에 4차례 출전하여 금메달 5개, 은메달 3개를 획득하였다.
2016년 11월 12일 미국 솔트레이크시티에서 열린 월드컵 2차 대회 1000미터에서 시니어 대회 최초의 개인전 금메달을 차지하였는데, 김지유는 어느 인터뷰에서 가장 기억할 만한 경기로 이때를 꼽았다. 2017 세계 선수권 대회에서 김지유는 500미터 동메달을 따며 개인 종합 순위 4위를 기록하였으며, 2018년 3월의 세계 주니어 선수권 대회에서 김지유는 개인전 금메달 2개를 따며 여자부 종합 우승을 차지하였다.

## 출신학교 및 경력
- 서울 성동초등학교[1]
- 정신여자중학교
- 화정고등학교
- 2016-2017 시즌 쇼트트랙 국가대표
- 2017년 콜핑팀 입단
- 2018-2019 시즌 쇼트트랙 국가대표
- 2018년 12월 콜핑팀 해체, 2019년 성남시청 빙상팀 입단
- 2019-2020 시즌 쇼트트랙 국가대표
- 2020-2021 시즌은 코로나19 범유행으로 인한 국가대표 선발 대회 취소
- 2021년 1월 의정부시청 빙상팀 입단[8]
- 2021-2022 시즌 쇼트트랙 국가대표

## 선수 생활

### 입문
김지유는 6살 때 오빠를 따라 처음 스케이트를 타기 시작하였다. 초등학교 4학년부터 본격 쇼트트랙 선수로 활동하였는데, 6학년 때 전국 동계체전에서 3관왕을 기록하였고 이후 대회에 나갔다 하면 1위를 빠뜨리지 않았다. 2015년 2월 일본 오사카의 세계 주니어 쇼트트랙 선수권 대회에서 김지유는 여자부 2위를 차지하였으며, 2016년 2월 노르웨이 릴레함메르의 동계 청소년 올림픽 대회에서는 개인 종합 우승을 하였다. 또한 김지유는 2016년 4월 2016-2017 시즌 국가대표 선발전에서 최민정 심석희에 이어 3위로 뽑히며 처음으로 국가대표가 되었다.

### 2016-2017 시즌

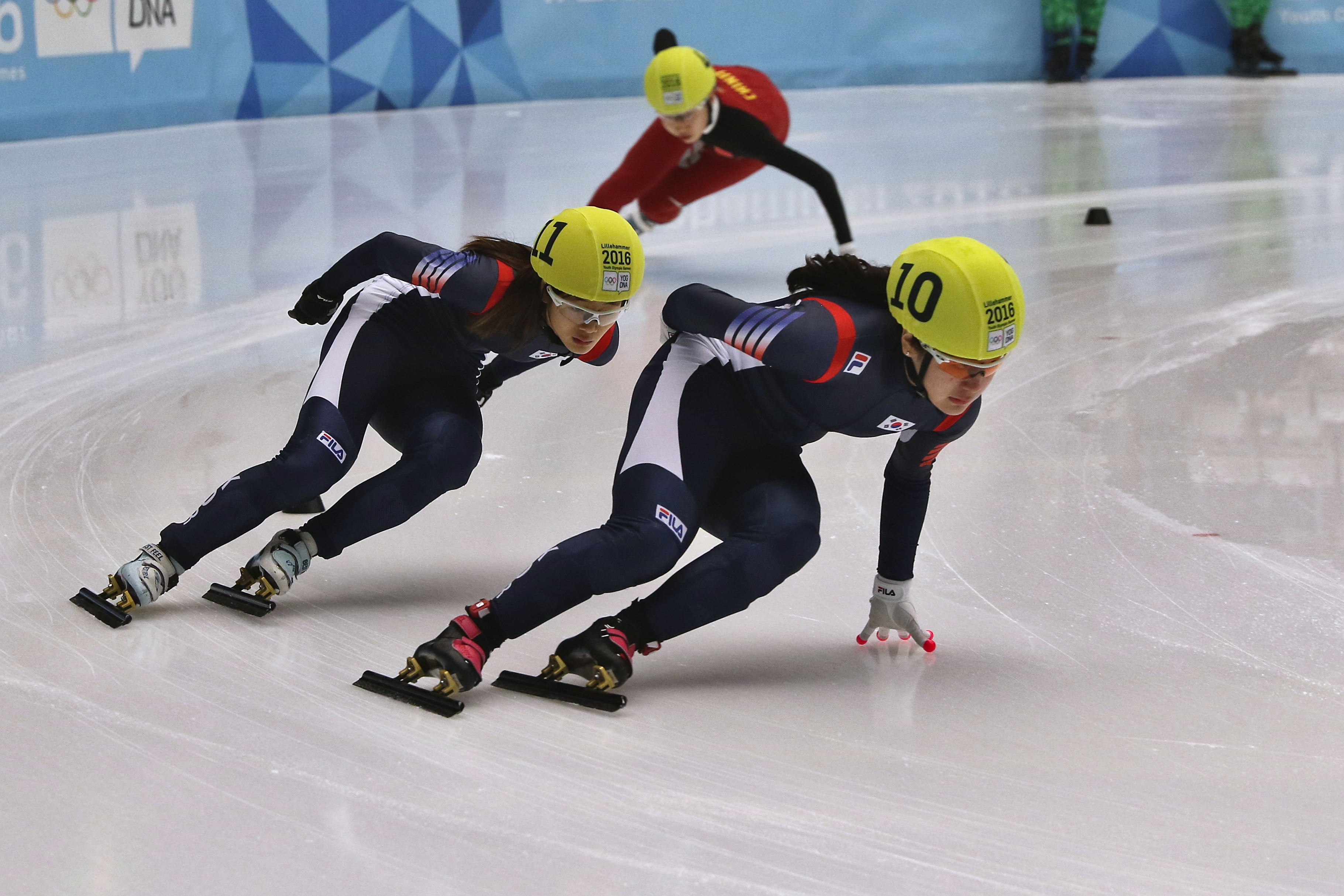
2016년 2월 릴레함메르 동계 청소년 올림픽 쇼트트랙 1000미터에서 달리는 김지유(R)

2016년 11월 12일 미국 솔트레이크시티에서의 월드컵 2차 대회 1000미터에서 김지유는 시니어 대회 첫 개인전 금메달을 획득하였으며 같은 대회 1500미터에서는 은메달을 차지하였는데, 빙상경기연맹 관계자는 김지유에 대해 "주니어 때부터 잘 나갔으며 뚝심이 있고 묵묵히 탱크처럼 스케이트를 쭉쭉 밀고 나간다"라고 평가하였다.
또한 김지유는 2016년 12월 중국 상하이에서 열린 월드컵 3차 대회 1000미터와 1500미터에서 캐나다, 중국, 유럽 선수들을 물리치고 모두 2위를 차지하였으며, 2017년 3월 네덜란드 로테르담에서 열린, 첫 출전한 시니어 세계 선수권 대회에서 개인 종합 순위 4위를 기록하였다.

### 2017-2018 시즌
그러나 김지유는 2017년 4월의 2017-2018 시즌 쇼트트랙 국가대표 선발전에서 7위에 머물며 국가대표에서 탈락을 하였는데, 어느 인터뷰에서 김지유는 이 시기에 스스로도 가장 힘든 시간을 보냈다고 말하였다. 김지유의 소망이었던 평창올림픽에서의 금메달 꿈이 무산되었으며, 또한 부상으로 왼쪽 발목 인대 수술을 3번이나 거듭하며 재활에 몰두해야 했다. 김지유는 다가오는 새 시즌에 쇼트트랙 선수로 활동할 수 있을지 불안해하였지만 다행히 회복이 잘 되었으며 또한 열심히 훈련에 몰두할 수 있었다. 이후 김지유는 2018년 3월 폴란드 토마슈프 마조비에츠키에서 열린 세계 주니어 쇼트트랙 선수권 대회에서 여자부 1위를 차지하였는데, 주 종목인 개인전 1000미터와 1500미터에서 김지유는 모두 금메달을 획득하였다.

### 2018-2019 시즌
2018년 4월의 2018-2019 국가대표 선발전에서 김지유는 심석희에 이어서 2위를 차지하며 다시 국가대표로 최종 선발되었다. 국가대표 선발전이 끝난 이후 한 인터뷰에서 김지유는 자신의 강점과 약점에 대하여 설명하였는데 순간적인 스피드로 아웃코스에서 강하게 치고 나가는 것이 자신의 강한 점이라고 하였으며 또한 스타트가 부족한 것을 단점으로 꼽았다. 스타트는 아무래도 타고나는 것 같지만 노력해서 좋아지는 선수들도 있다며 맨땅에서 대시하는 훈련과 민첩성 운동 같은 것을 한다고 김지유는 말하였다.
김지유는 2019년 2월 2일 독일 드레스덴에서 열린 ISU 월드컵 1500미터 결승 경기에서 킴 부탱과 2018-19 시즌의 강자 수잔 슐팅(수잔 슐팅은 2018-19 시즌 월드컵 1000미터와 1500미터 경기에서 모두 금메달 6개를 차지함)을 따돌리고 금메달을 차지하였으며 2018-19 시즌의 ISU 월드컵 경기 1000미터와 1500미터 종목에서 모두 3개의 은메달을 차지하여 심석희와 최민정 이후 대한민국 쇼트트랙의 미래를 밝게 해주었다.

### 2019-2020 시즌
2019년 4월에 열린 2019-2020 시즌 국가대표 선발전에서 김지유는 김아랑, 노도희 그리고 서휘민에 이어 4위를 차지하여 ISU 월드컵과 세계선수권 대회 계주 멤버로 참가할 수 있는 국가대표로 선발되었으며, 이 시즌에서 김지유는 한국여자 쇼트트랙 대표선수 중 가장 빛나는 성적을 거두었다. 김지유는 ISU 월드컵 1000미터 경기에 3차례 출전하여 2개의 금메달을, 1500미터 경기에 4차례 출전하여 2개의 금메달과 1개의 은메달을 획득하였는데, 특히 ISU 월드컵 5차·6차 대회 1000미터 경기에서는 2018-2019, 2019-2020 시즌 국제 빙상 연맹 쇼트트랙 세계 랭킹 1위인 네덜란드의 수잔 슐팅을 물리치고 1위를 차지하는 저력을 보여주었다.

## 주요 대회 기록

### 개인 최고 기록
| 개인 최고 기록 | 개인 최고 기록 | 개인 최고 기록   | 개인 최고 기록                                 |
| 개인 종목      | 최고 기록      | 날짜             | 대회                                           |
| -------------- | -------------- | ---------------- | ---------------------------------------------- |
| 500 미터       | 42.898         | 2019년 12월 7일  | 2019-2020 ISU 월드컵 4차 (중국 상하이)         |
| 1000 미터      | 1:27.419       | 2019년 2월 3일   | 2018-2019 ISU 월드컵 5차 (독일 드레스덴)       |
| 1500 미터      | 2:21.112       | 2018년 11월 10일 | 2018-2019 ISU 월드컵 2차 (미국 솔트레이크시티) |
| 3000 미터 SF   | 5:12.464       | 2017년 3월 12일  | 2017 세계 선수권 (네덜란드 로테르담)           |

### ISU 세계 랭킹
| ISU(세계빙상연맹) 쇼트트랙 세계 랭킹 | ISU(세계빙상연맹) 쇼트트랙 세계 랭킹 | ISU(세계빙상연맹) 쇼트트랙 세계 랭킹 | ISU(세계빙상연맹) 쇼트트랙 세계 랭킹 | ISU(세계빙상연맹) 쇼트트랙 세계 랭킹 |
| 시즌                                 | 전체 랭킹                            | 500 미터                             | 1000 미터                            | 1500 미터                            |
| ------------------------------------ | ------------------------------------ | ------------------------------------ | ------------------------------------ | ------------------------------------ |
| 2020-2021                            | 4                                    | 10                                   | 4                                    | 2                                    |
| 2019-2020                            | 4                                    | 10                                   | 4                                    | 2                                    |
| 2018-2019                            | 3                                    | 67                                   | 6                                    | 2                                    |
| 2017-2018                            | -                                    | -                                    | -                                    | -                                    |

(2020-2021 시즌은 코로나19 범유행으로 인한 ISU 월드컵 경기 취소로 전년 시즌과 세계 랭킹 동일)

### 세계 선수권 대회 순위
| 세계 선수권 대회 순위 | 세계 선수권 대회 순위 | 세계 선수권 대회 순위 | 세계 선수권 대회 순위 | 세계 선수권 대회 순위 | 세계 선수권 대회 순위 | 세계 선수권 대회 순위 | 세계 선수권 대회 순위 |
| 날짜                  | 장소                  | 500 m                 | 1000 m                | 1500 m                | 3000 m R              | 3000 m SF             | 개인 종합 순위        |
| --------------------- | --------------------- | --------------------- | --------------------- | --------------------- | --------------------- | --------------------- | --------------------- |
| 2019년 3월 8일~10일   | 불가리아 소피아       | 20위                  | 4위                   | 4위                   | 1위                   | 3위                   | 5위                   |
| 2017년 3월 10일~12일  | 네덜란드 로테르담     | 3위                   | 6위                   | 6위                   | PEN                   | 2위                   | 4위                   |

### 국제 대회 기록
| 2019–20 시즌              | 2019–20 시즌                                                     | 2019–20 시즌      | 2019–20 시즌 | 2019–20 시즌 | 2019–20 시즌          | 2019–20 시즌  |
| 날짜                      | 대회                                                             | 500 m             | 1000 m       | 1500 m       | 3000 m R              | 2000 m R 혼성 |
| ------------------------- | ---------------------------------------------------------------- | ----------------- | ------------ | ------------ | --------------------- | ------------- |
| 2020년 3월 13~15일        | 세계 선수권 (대한민국 서울) 코로나19 범유행으로 인하여 대회 취소 |                   |              |              |                       |               |
| 2020년 2월 14~16일        | 월드컵 6차 (네델란드 도르드레흐트)                               |                   | (2): 1위     | 2위          | 3위                   |               |
| 2020년 2월 7~9일          | 월드컵 5차 (독일 드레스덴)                                       |                   | 1위          | (2): 7위     | 4위                   |               |
| 2019년 12월 6~8일         | 월드컵 4차 (중국 상하이)                                         | (1):16위 (2):14위 |              |              |                       |               |
| 2019년 11월 29일~12월 1일 | 월드컵 3차 (일본 나고야)                                         | 3위               |              | (1): 1위     | 4위                   | 1위           |
| 2019년 11월 8~10일        | 월드컵 2차 (캐나다 몬트리올)                                     |                   | (2): 6위     | 1위          | 6위                   |               |
| 2019년 11월 1~3일         | 월드컵 1차 (미국 솔트레이크시티)                                 | (1): 6위 (2):14위 |              |              |                       |               |
| 2018–19 시즌              |                                                                  |                   |              |              |                       |               |
| 날짜                      | 대회                                                             | 500 m             | 1000 m       | 1500 m       | 3000 m R              | 3000 m SF     |
| 2019년 3월 8~10일         | 세계 선수권 (불가리아 소피아) 개인종합순위 5위                   | 20위              | 4위          | 4위          | 1위                   | 3위           |
| 날짜                      | 대회                                                             | 500 m             | 1000 m       | 1500 m       | 3000 m R              | 2000 m R 혼성 |
| 2019년 2월 8~10일         | 월드컵 6차 (이탈리아 토리노)                                     |                   | 6위          | 2위          | 4위                   |               |
| 2019년 2월 1~3일          | 월드컵 5차 (독일 드레스덴)                                       |                   | (2): 2위     | 1위          | 3위                   | 4위           |
| 2018년 12월 7~9일         | 월드컵 3차 (카자흐스탄 알마티)                                   |                   | 6위          | (2): 6위     | 2위                   | 2위           |
| 2018년 11월 9~11일        | 월드컵 2차 (미국 솔트레이크시티)                                 |                   | (2): 13위    | 2위          | 1위                   |               |
| 2018년 11월 2~4일         | 월드컵 1차 (캐나다 캘거리)                                       | (1): 23위         | 11위         |              | 2위                   | 3위           |
| 2017–18 시즌              |                                                                  |                   |              |              |                       |               |
| 날짜                      | 대회                                                             | 500 m             | 1000 m       | 1500 m       | 3000 m R              | 1500 m SF     |
| 2018년 3월 2~4일          | 세계 Jr 선수권 (폴란드 토마슈프 마조비에츠키) 개인종합순위 1위   | 5위               | 1위          | 1위          | 8위                   | 2위           |
| 날짜                      | 대회                                                             | 1000 m            | 1500 m       | 444 m        | 777 m                 |               |
| 2017년 11월 24~26일       | 상하이 트로피                                                    | 3위               | 10위         | L2: 9위      | L2: 8위               |               |
| 2016–17 시즌              |                                                                  |                   |              |              |                       |               |
| 날짜                      | 대회                                                             | 500 m             | 1000 m       | 1500 m       | 3000 m R              | 3000 m SF     |
| 2017년 3월 10~12일        | 세계 선수권 (네덜란드 로테르담) 개인종합순위 4위                 | 3위               | 6위          | 6위          | PEN                   | 5위           |
| 2017년 2월 20~22일        | 동계 아시안 게임 (일본 삿포로)                                   |                   |              |              | 1위                   |               |
| 2016년 12월 16~18일       | 월드컵 4차 (대한민국 강릉)                                       |                   | (2): 9위     | 9위          | 1위                   |               |
| 2016년 12월 9~11일        | 월드컵 3차 (중국 상하이)                                         |                   | 2위          | 2위          | 1위                   |               |
| 2016년 11월 11~13일       | 월드컵 2차 (미국 솔트레이크시티)                                 |                   | 1위          | (2): 2위     | 1위                   |               |
| 2016년 11월 4~6일         | 월드컵 1차 (캐나다 캘거리)                                       |                   |              | 19위         | 1위                   |               |
| 2015–16 시즌              |                                                                  |                   |              |              |                       |               |
| 날짜                      | 대회                                                             | 500 m             | 1000 m       | 1500 m       | 3000 m R (혼성 NOC팀) |               |
| 2016년 2월 14~20일        | 동계 청소년 올림픽 (노르웨이 릴레함메르) 개인종합순위 1위        | 3위               | 1위          |              | 1위                   |               |
| 2014–15 시즌              |                                                                  |                   |              |              |                       |               |
| 날짜                      | 대회                                                             | 500 m             | 1000 m       | 1500 m       | 3000 m R              | 1500 m SF     |
| 2015년 2월 27일~3월 1일   | 세계 Jr 선수권 (일본 오사카) 개인종합순위 2위                    | 9위               | 1위          | 16위         | 1위                   | 1위           |

## 같이 보기
| - 조해리 - 이은별 - 신새봄 - 김아랑 | - 공상정 - 심석희 - 최민정 | - 김예진 - 김건희 - 이유빈 |